# Vogtei Brembach
Die Vogtei Brembach war eine territoriale Verwaltungseinheit der Ernestinischen Herzogtümer. Sie gehörte ab 1572 zum Herzogtum Sachsen-Weimar. Nach der Teilung im Jahr 1662 verblieb der größere Teil beim Herzogtum Sachsen-Weimar und wurde 1735 dem Amt Hardisleben angegliedert. Der kleinere Teil kam an Herzog Johann Georg I. und wurde 1664 dem Amt Großrudestedt angegliedert, welches ab 1672 zum Herzogtum Sachsen-Eisenach gehörte.

## Geographische Lage
Die Vogtei Brembach lag im östlichen Teil des Thüringer Beckens zwischen Ettersberg im Südwesten und Finne im Nordosten. Flüsse im Amtsgebiet waren die Vippach, die Lossa und die Scherkonde.
Das Amtsgebiet liegt heute zum größten Teil im Landkreis Sömmerda im Nordosten des Freistaats Thüringen. Buttelstedt, Rohrbach, Nermsdorf, Vippachedelhausen und Niederreißen gehören zum Landkreis Weimarer Land.

## Geschichte

### Vorgeschichte
Einige Orte der späteren Vogtei Brembach gehörten im 14. Jahrhundert den Grafen von Orlamünde (u. a. Fiedelhausen (heute: Vippachedelhausen genannt), Nermsdorf, Olbersleben, Rastenberg und Vogelsberg). Nach deren Aussterben im Jahr 1372 kamen diese Orte an die wettinische Landgrafschaft Thüringen. Im Jahre 1421 ist Vogelsberg als Sitz einer Vogtei mit 8 Dörfern erwähnt. Sie gelangte bei der Leipziger Teilung 1485 an das ernestinische Kurfürstentum Sachsen.

### Vogtei Brembach
Im 16. Jahrhundert wird in der Region die Vogtei Brembach als ein Teil des ernestinischen Kurfürstentums Sachsen erwähnt. Zu ihr gehörten die Orte Großbrembach, Kleinbrembach (Weimarischer Anteil), Olbersleben, Niederreißen, Rohrbach, Nermsdorf, Vogelsberg, Sprötau, Fiedelhausen (Vippachedelhausen) und die Stadt Rastenberg.
1544 geriet die Stadt Buttelstedt vom benachbarten gleichnamigen Amt durch Auslösung wieder in landesherrschaftlichten Besitz der Ernestiner. Der Ort wurde nun zum Sitz der Vogtei Brembach bestimmt, blieb jedoch unter der Gerichtsbarkeit des Amts Weimar.
Nach der Wittenberger Kapitulation 1547 gehörte die „Vogtei Brembach zu Buttelstedt“ weiterhin zum Besitz der Ernestiner. Sie kam bei der Erfurter Teilung 1572 zum Herzogtum Sachsen-Weimar. Nach dem Tod des Herzogs Wilhelm IV. von Sachsen-Weimar wurde 1662 die Vogtei Brembach geteilt. Der Großteil der „Vogtei Brembach“ mit den Orten Buttelstedt, Großbrembach, Rastenberg, Olbersleben, Niederreißen, Rohrbach und Nermsdorf verblieb bei Herzog Johann Ernst II. von Sachsen-Weimar und wurde 1735 dem Amt Hardisleben angegliedert.
Die brembachischen Orte Kleinbrembach (Weimarischer Anteil), Vogelsberg, Sprötau und Fiedelhausen (Vippachedelhausen) kamen hingegen an Johann Georg I., welcher seine Residenz in Marksuhl nahm. Er vereinigte die vier Orte im Jahr 1664 mit der Vogtei Schwansee zum Amt Großrudestedt. Nachdem Herzog Johann Georg I. im Jahr 1672 das Herzogtum Sachsen-Eisenach zugefallen war, gehörte das um das Amt Ringleben vergrößerte Amt Großrudestedt seitdem zu diesem.

## Zugehörige Orte
Nach 1662 zu Sachsen-Weimar
- Buttelstedt, Stadt
- Großbrembach
- Nermsdorf
- Niederreißen
- Olbersleben
- Rastenberg, Stadt
- Rohrbach

Nach 1672 zu Sachsen-Eisenach
- Kleinbrembach (Weimarischer Anteil)
- Sprötau
- Vippachedelhausen (bis ins 16. Jh. „Fiedelhausen“ genannt)
- Vogelsberg